# جون ليونز
جون ليونز من مواليد 23 مايو 1932، هو عالم لسانيات إنجليزي، يعمل على مجال السيميائيات. بين سنتي 1965 و1969 أصبح رئيس تحرير جريدة اللسانيات. وبين سنتي 1964 و1984 عمل أستاذا للسانيات بجامعة إدنبرة وجامعة ساسكس.
له كتاب معروف بعنوان مبادئ السيميائيات (بالإنجليزية: Element of semantic)‏.

## أعماله
فيما يلي قائمة ببعض الكتابات والأبحاث التي نشرها جون ليونز باللغة الإنجليزية:
- Structural Semantics (1964)
- Introduction to Theoretical Linguistics (1968)
- Chomsky (Fontana Modern Masters, 1970)
- New Horizons in Linguistics (1970) (as editor)
- Éléments de sémantique[5] (Larousse, 1978). (ردمك 2030703443))
- Semantics, Volumes 1 and 2 (1977)
- Language and Linguistics (1981)
- Language, Meaning and Context (1981)
- New Horizons in Linguistics 2 (1987) (as co-editor)
- Natural Language and Universal Grammar (1991)
- Linguistic Semantics: An introduction (1995)